# Adapsilia apicalis
Adapsilia apicalis är en tvåvingeart som beskrevs av Günther Enderlein 1942. Adapsilia apicalis ingår i släktet Adapsilia och familjen Pyrgotidae. Inga underarter finns listade i Catalogue of Life.